# Leptoconops parvichela
Leptoconops parvichela är en tvåvingeart som beskrevs av Chanthawanich och Mercedes Delfinado 1967. Leptoconops parvichela ingår i släktet Leptoconops och familjen svidknott. Inga underarter finns listade i Catalogue of Life.